# Kiska
Kiska (Aleoets: Qisxa) is een Amerikaans eiland en maakt deel uit van de Rat Islands (Aleoeten). Het eiland is ongeveer 35 km lang en tussen de 2,5 en 10 km breed.
Het voormalige Japanse bezettingscentrum op het eiland is een National Historic Landmark. Kiska maakt deel uit van het Alaska Maritime National Wildlife Refuge, mede vanwege 's werelds grootste dwergalkpopulatie (ruim 1.160.000) op het eiland.
Vitus Bering was in 1741 de eerste Europeaan die het eiland - net als vele andere Aleoetse eilanden - waarnam bij zijn terugkeer van de Tweede Kamtsjatka-expeditie. Voor Europees contact is het eiland bewoond geweest door verschillende groepen, voornamelijk Ungangan. Op 6 juni 1942 werd dit deel van de Verenigde Staten bezet door Japan, hetgeen grote psychologische indruk maakte op Washington.
Het noordelijke deel van het eiland wordt grotendeels gevormd door een grote stratovulkaan van 1221 meter hoog, Mount Kiska. De vulkaan barstte op 24 januari 1962 op explosieve wijze uit. Een tweede uitbarsting nam plaats op 18 maart 1964. Sindsdien produceert de vulkaan aswolken en af en toe kleine lavastroompjes.
Vlak voor de oostkust van Kiska ligt een kleiner eilandje, genaamd Little Kiska.